# 权知高丽国事
权知高丽国事是1392年高丽大将和实际执政者、朝鲜王朝建立者李成桂向明朝申请册封时自称的头衔，意为“代理高丽国之事”。
公元1388年，高丽末代国王禑王由于其王族长期的亲蒙古政策，意图联合蒙古打击成立不久的明朝。
当时的高丽将军李成桂受命进攻辽东。李成桂却因故反对出兵，并且发动兵变，1392年在高丽都城开城废黜国王禑王，后李成桂以“权知高丽国事” 的头衔向明朝上表，称高丽国王长期亲蒙古，有辱社稷，企图自立为高丽王。
朱元璋则口气冷漠，道：“尔恭愍王死，称其有子，请立之，后来又说不是。又以王瑶为王孙正派，请立之，今又去了。再三差人来，大概李成桂要自作王。我不问，教他自作。自要抚绥百姓，相通来往”。朱元璋很清楚李成桂的称王野心，同时对此感到厌恶，故而予以拒绝。
后来李成桂改变策略，拟定两个国号——“朝鲜”（古号）和“和宁”（李成桂父亲李子春就仕之地）请朱元璋决定
，朱元璋认为朝鲜乃是古代箕子受封之名，因此选了朝鲜二字，但是又因为李成桂乃是造反并“顽嚣狡诈”而迟迟不正式册封赐印。随着国号变更，李成桂的头衔也从“权知高丽国事”转变为“权知朝鲜国事”，在明朝的官方语境下其依然是代理性质的统治者。
当时明朝与高丽之间还有辽金时代遗留下来的保州等领土争端，也是导致朱元璋不愿意拉近和李成桂关系的考量之一。不过，朱元璋仍然在《皇明祖训》中将朝鲜列为15个不征之国之首。由于没有得到中国皇帝的正式册封，李成桂的“国王”身份直至其退位都属于“自封”性质，仅仅被明朝在事实上默认，而未能得到来自中国的官方承认。
后李成桂子靖安大君李芳远的时候，朱元璋业已驾崩，继位的建文帝和燕王朱棣之间关系紧张，急于拉拢处于朱棣后方的朝鲜，终于正式册封李芳远为朝鲜国王，完成了李成桂未能实现的遗憾。而李芳远在靖难之役前后均和燕王保持了良好的交往，因此朱棣称帝后也承认了李芳远的“朝鲜国王”名分，李氏进一步巩固了王权。 
另外，高丽王朝建立者王建在被后唐明宗封为“高丽国王”之前，也自称“权知国事”。

## 兵变缘由
传统观点认为李成桂是信奉亲明，事大主义的高丽将军故而反对出兵，并且发动兵变，而近代历史研究认为 李成桂家族其实生活在蒙古人直接管辖的領地內。1255年，李成桂的高曾祖父李安社在圖們江地区被蒙古皇帝蒙哥汗封為千戶長和達魯花赤，而在蒙古人是极少封外族为達魯花赤的，因此推断李成桂其实是高麗系蒙古軍閥出生。 而事大主义可能只是反对出兵，并且发动兵变的一个借口，借以谋求明朝的承认。